# أحمد النجفي الزنجاني
ميرزا أحمد النجفي الزنجاني عرف أيضاً بـالمعصومي (1908 - 8 يوليو 1982) فقيه شيعي وخطاط إيراني - عراقي. اشتهر بين المعاصرين بكتابة الطغراء.

## سيرته

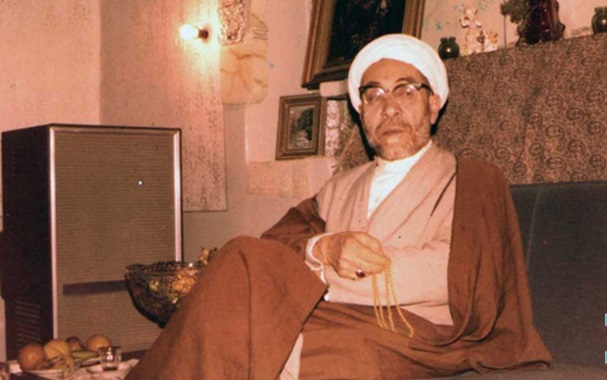
الزنجاني في عقد 1970

ولد أحمد بن محمد حسين النجفي الزنجاني عام 1908م/ 1326 هـ (أو يقال 1324 هـ/ 1906م) في النجف ونشأ وتعلم بها في مدرسة المرتضوية الإيرانية، وأكمل دراسته في الفقه والأصول ثم رغب إلى الفن الخط. كانت رغبته منذ الطفولة في تحصيل الخط والوقوف على نماذجه الفنية المختلفة. كتب عدداً كبيراً من الكتب المعارف والدواوين والألواح والعناوين وعمل في النقش والكتابة على مبان منهم : بوابة الذهبية الضريح الإمام علي؛ مكتبة الإمام علي؛ بوابة الفضة ضريح الإمامين علي الهادي والحسن العسكري؛ ضريح مسلم بن عقيل؛ ضريح الشاه عبد العظيم الحسني، ضريح رقية بنت الحسين؛ ضريح الإمام الرضا إلخ.
انتقل إلى طهران وواصل صنعته وفنه إلى أن توفي في 8 يوليو 1982/ 17 رمضان 1402.

## تآليفه
- رياض الجنان
- هدية الذاكرين
- آثار جاويدان